# Rozmán Lajos
Rozmán Lajos (Sárvár, 1970. február 19.) Liszt Ferenc-díjas magyar klarinétművész.

## Életpályája
Zenei tanulmányait szülővárosában, Budapesten és Genfben végezte. Tanárai – Horváth László, Kovács Béla, Thomas Friedli – mellett a legnagyobb hatással voltak/vannak működésére Zsigmondy Dénes, Rados Ferenc, Gémesi Géza, Kurtág György, Kondor Ádám, Heinz Holliger, Gadó Gábor, ill. a velük folytatott munka.
Az iskolák befejezése óta szabadúszó előadó, kísérletező pedagógus.
A Forrás Kamarazenei Műhely, a Trio Lignum valamint az UMZE Ensemble alapító tagja, gyakran maga is koncertszervező.
Hosszú évekig kamaraegyüttest vezetett a Liszt Ferenc Zeneművészeti Egyetemen, ahol egy ideig a zeneszerzés tanszéken kortárs kamarazenét tanított. Ebben kiemelt helyen szerepel Sáry László életműve.

Kamarazenei tevékenysége mellett rendszeresen ad szólóesteket, így többek közt a budapesti Művészetek Palotája nagytermében, Kölnben, Baselben, Düsseldorfban, zongorán partnere gyakran Martin Tchiba.

Az utóbbi tíz évben munkája részévé vált a dirigálás: elsősorban önállósuló saját együttesével dolgozik, de több rádiófelvételen vezényelt már egyéb más, kisebb-nagyobb zenekart is.
Szóló és kamarazenei-felvételei a Hungaroton, és a BMC lemezkiadóknál jelentek meg, legutóbb a német TELOS Records adott ki lemezt koncertfelvételeiből.

Kiemelten foglalkozik mai zenével, de a régit is kortársnak tekinti: rendszeresen rendel és mutat be új műveket, vagy régieket még nem hallott formában. Repertoárja több száz művet számlál.

## Zenekari tagság
1992-1994: Claudio Abbado vezette Mahler Ifjúsági Zenekar Fúvós Oktettjének első klarinétosa

1993-1999: Forrás Kamarazenei Műhely 

1997-jelenleg: Trio Lignum 

1997-jelenleg: UMZE kamaraegyüttes 

2000-jelenleg: Rondino Ensemble

## Díjak, ösztöndíjak
1986: Győr Országos Klarinétverseny – I. díj

1990: Lenk, Sommerakademie (Svájc) – I. díj – Prix Balois

1992-1993: Genf Conservatoire, magyar állami ösztöndíj

1994: Markneukirchen (Németország) – a Hessenische Rundfunk különdíja 

Többszörös Artisjus-díjas

2000: Fischer Annie ösztöndíj 

2007: Liszt Ferenc-díj

## Lemezei

### Saját
2003  	 Trio Lignum: Offertorium  	BMC Records, BMC CD 090

2008  	 Trio Lignum: Trialog  	BMC Records, BMC CD 127

2009  Stamitz: Clarinet Quartets  Hungaroton, Hungaroton 32561 DDD 

2010 Clarinet and Piano Recital: Rozman, Lajos / Tchiba, Martin – KELTERBORN, R. / KAROLYI, P. / WIDMANN, J. / JENEY, Z. / SARY, B. / SARY, L. (Live)   Telos Music, TLS095

### Közreműködő
1997  	 Martinu, Bohuslav: Kamarazene Hungaroton, 	HCD 31674

1999 	Csapó Gyula: Kézfogás lövés után BMC Records, BMC CD 013

2000 	Sztravinszkij, Igor: A katona története BMC Records, BMC CD 041

2001 	Dukay Barnabás: A mélység színén BMC Records, BMC CD 052

2001 	Kondor Ádám: Prelude; Énekgyakorlatok; Hastiéres dalok etc. Hungaroton, HCD 31969

2005 	Serei, Soós és Vidovszky művei – Rondino Fesztivál 2004 Magánkiadás, BHKZ CD02

2008 	Gadó Gábor: Byzantinum BMC Records, BMC CD 137

2010 	Lung-gom-pa BMC Records, BMC CD 154